# Малая Бекшанка
Малая Бекшанка — село в Барышском районе Ульяновской области. Входит в состав Ленинского городского поселения.

## География
Населённый пункт расположен на реке Алмажурка (приток Козаихи) в 33 километрах к югу от города Барыш — административного центра района. Расстояние до Ульяновска — 139 километров.

### Часовой пояс
Малая Бекшанка, как и вся Ульяновская область, находится в часовой зоне МСК+1. Смещение применяемого времени относительно UTC составляет +4:00.

## История
До XX века носило название Казаиха.
До 2005 года входило в состав ныне упразднённого Новобекшанского сельсовета.
С 2010 года в районе опустевшего села строится и развивается поселение родовых поместий «Колыбель».

## Население
| 2010 |
| ---- |
| 0    |

Согласно статистическим данным, в 1913 году в селе было 58 дворов, проживало 336 жителей (русские). В 1926 году было 71 домохозяйство, 381 человек. Население в 1996 году — 25 человек. В 2002 году в селе проживало 18 человек, преимущественно русские (83%).
По данным за январь 2018 года, в районе села в поселении родовых поместий «Колыбель» проживает 15 семей, 53 человека.

## Инфраструктура
По официальным данным, в селе располагается всего одна улица (Центральная), однако, поселенцы родовых поместий «Колыбель» выделяют ещё три переулка: Родниковый, Кленовый и Родной.

## Достопримечательности
- Озеро Светлое с лесными кварталами с преобладанием вахты трехлистной (с реликтовыми лесами)[11].

- Озеро Светлое.